# Hispasat 1D
El Hispasat 30W-4, anteriormente conocido como Hispasat 1D, es un satélite de comunicaciones geoestacionario español construido por Alcatel Space (actualmente Thales Alenia Space) y operado por Hispasat.

## Historia
El lanzamiento del satélite tuvo lugar el 18 de septiembre de 2002 mediante un vehículo Atlas IIAS desde la Estación de la Fuerza Espacial de Cabo Cañaveral en Florida, Estados Unidos. Tenía una masa de lanzamiento de 3.250 kg.
Después de su lanzamiento y pruebas en órbita, el satélite fue colocado en órbita geoestacionaria en la posición 30° Oeste, desde donde brinda servicios de comunicaciones a Europa y América. Se esperaba que permaneciera en servicio por lo menos hasta 2017.

## Características
El satélite se basó en la plataforma Spacebus-3000B2 de Alcatel Space y su vida útil prevista era de 15 años. La carga útil embarcada eran 28 transpondedores en banda Ku y varios transpondedores en banda X. Es el cuarto satélite de comunicaciones de España para uso gubernamental, comercial y militar.